# Hylodes fredi
Hylodes fredi é uma espécie de anfíbio da família Hylodidae. Endêmica do Brasil, pode ser encontrada na ilha Grande no município de Angra dos Reis, no estado do Rio de Janeiro.